# Rita von Cascia

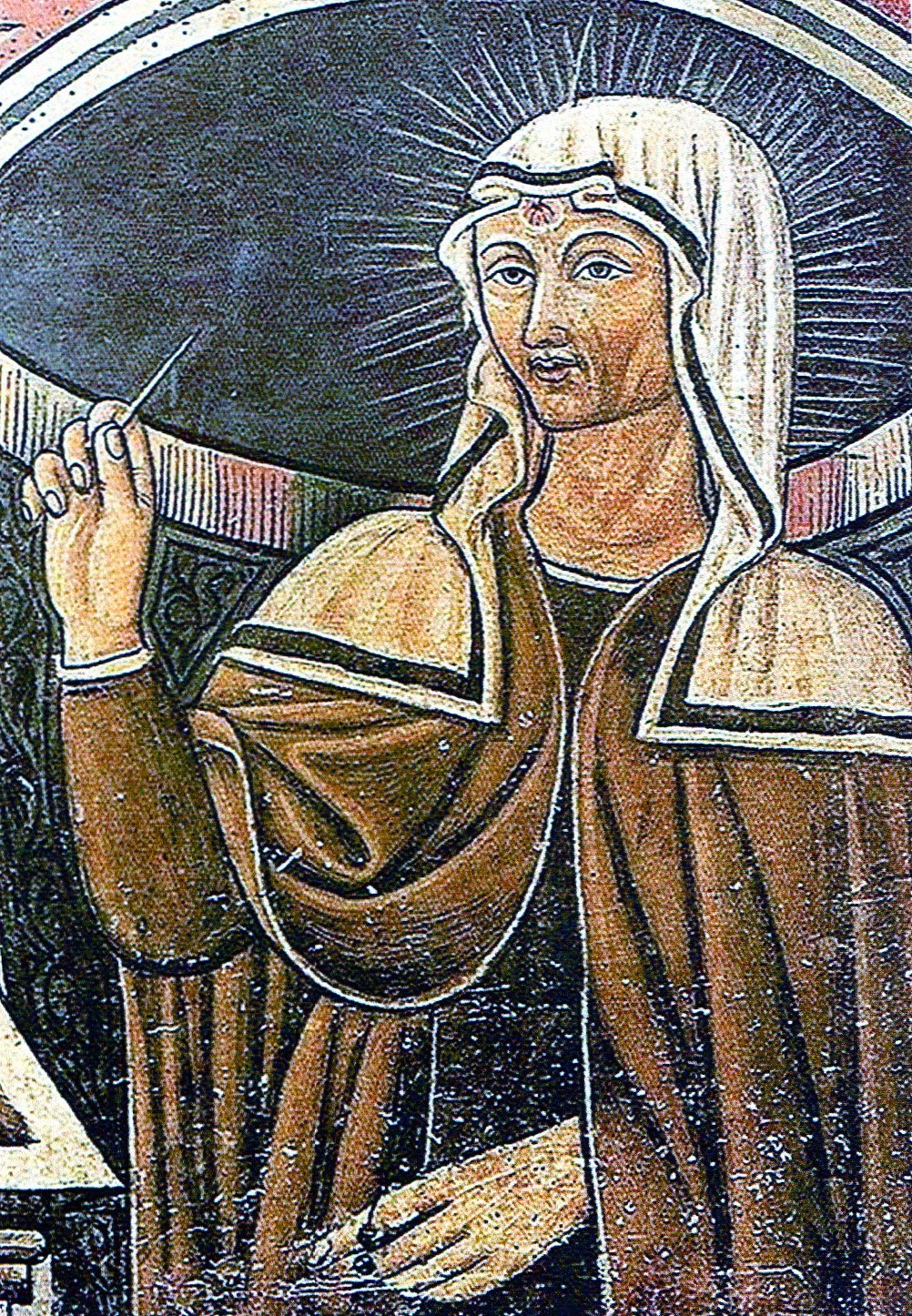
Spätgotische Darstellung der hl. Rita als Wandmalerei

Die heilige Rita von Cascia (geboren als Margherita Lotti, * 1381 in Roccaporena; † 22. Mai 1447 in Cascia) war eine italienische Nonne.

## Leben
Als junge Frau wollte Margherita Lotti bei den Augustinerinnen eintreten, wurde aber gegen ihren Willen verheiratet. Erst nachdem ihr gewalttätiger Gatte ermordet wurde und ihre beiden Söhne an der Pest gestorben waren, konnte sie, ihrem ursprünglichen Wunsch folgend, 1407 in das Kloster der Augustinerinnen in Cascia eintreten, wo sie ein Leben in strengster Entsagung und Buße führte. Später traten bei ihr die Wunden der Dornenkrone als Stigmata auf.

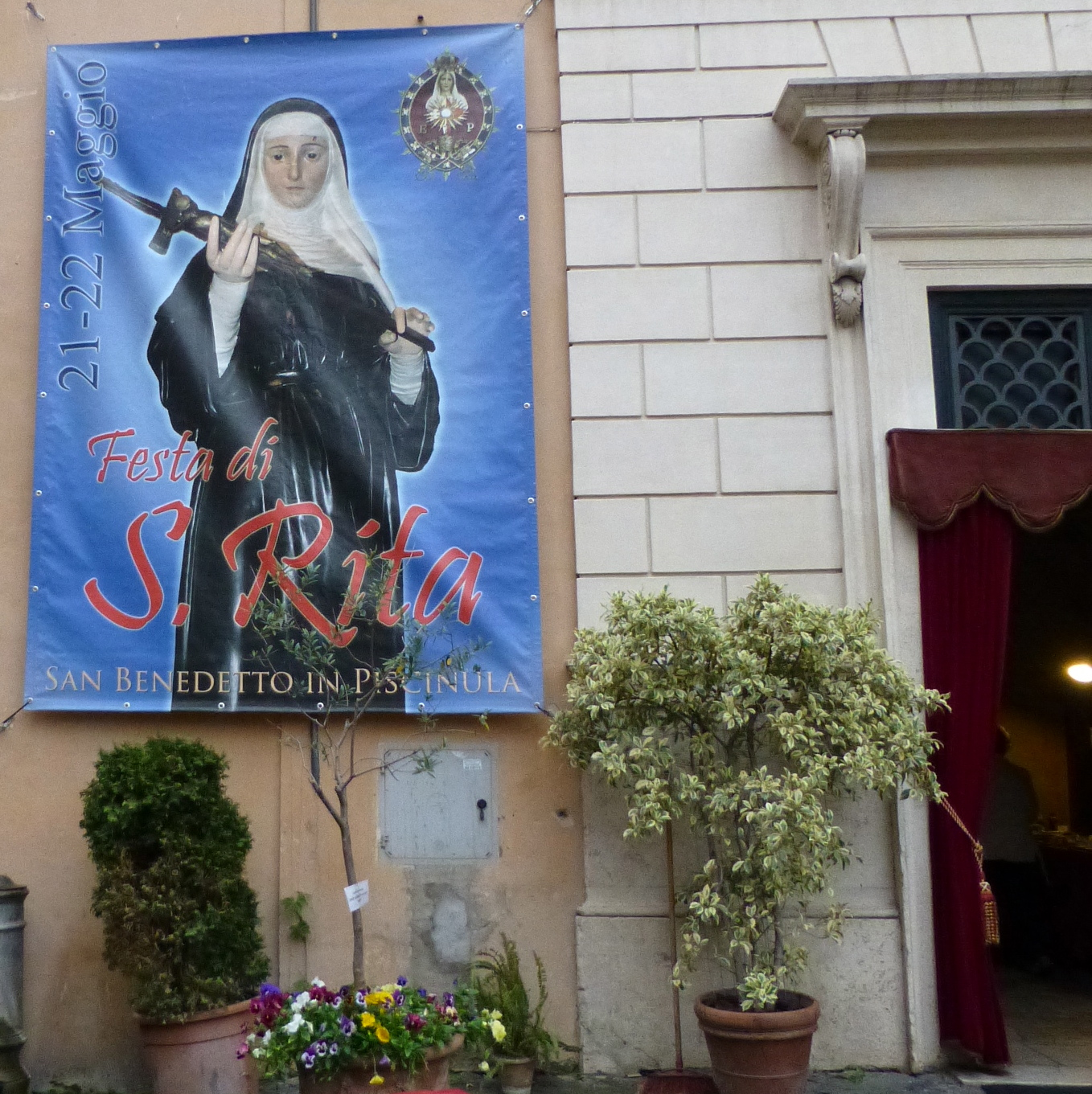
Fest der hl. Rita von Cascia in San Benedetto in Piscinula in Trastevere, 2013

Ritas unverwester Leichnam ruht in der Basilica di Santa Rita in Cascia. Ihre ikonografischen Attribute sind das Kruzifix als Attribut der Gottgeweihten, die Dornenkrone oder Stigmata auf der Stirn und die Rose als Attribut der Jungfräulichkeit. Rita von Cascia gilt als Schutzpatronin der Metzger und wird in aussichtslosen Anliegen, bei Examensnöten und gegen Pocken angerufen. Dem Patrozinium der heiligen Rita sind zahlreiche Kirchen unterstellt, darunter eine in Miramar (Havanna). Darüber hinaus ist die Landspitze Saint Rita Point auf der James-Ross-Insel in der Antarktis nach der heiligen Rita benannt.

## Kanonisation
Rita wurde im Jahr 1628 von Papst Urban VIII. selig- und im Jahr 1900 von Papst Leo XIII. heiliggesprochen. Ihr Gedenktag ist der 22. Mai.

## Ritaschwestern
Die Ritaschwestern sind eine Ordensgemeinschaft, deren Schutzpatronin die hl. Rita von Cascia ist. Die Gemeinschaft der Ritaschwestern wurde in Würzburg 1911 von dem Augustinerpater Hugolin Dach (Pater Hugolinus) und fünf jungen Frauen zunächst als Krankenpflegeverein für arme Familien gegründet. Seit Dezember 1917 trugen die Ritaschwestern (als ein Dritter Orden des hl. Augustinus) einen Habit und wandelten sich zur klösterlich lebenden Gemeinschaft. Nach dem Tod von Dach (1918) verlangte der Bischof von Würzburg die Auflösung der Gemeinschaft und den Anschluss an andere Ordensgemeinschaften. Nur neun Schwestern blieben zusammen und erlangten unter Mithilfe der Bevölkerung und katholischer Verbände die kirchliche Erlaubnis zum Fortbestand als Kongregation.
Das Mutterhaus der Ritaschwestern befindet sich in Würzburg. Im Jahr 2000 gehörten der Kongregation etwa 100 Schwestern an. Die Ritaschwestern widmen sich besonders der Krankenpflege und Familienhilfe. Bis 2006 führten sie 40 Jahre lang eine Fachschule für Familienpflege. Außerdem liegt ein neuer Schwerpunkt auf der spirituellen Begleitung. Die Ritaschwestern gehören zu der Ordensfamilie der Augustinerinnen.
Außer in Würzburg, wo 45 Schwestern leben, gibt es Niederlassungen in Bad Königshofen und in Racine in den USA.